# The Dawn Patrol (1938)
The Dawn Patrol é um filme de guerra americano de 1938, um remake do filme de 1930 de mesmo nome. Ambos foram baseados no conto "The Flight Commander" de John Monk Saunders, um escritor americano que disse ter sido assombrado por sua incapacidade de entrar em combate como aviador do Serviço Aéreo dos Estados Unidos.